# ستيرلينغ نورث
ستيرلينغ نورث (بالإنجليزية: Sterling North)‏ (4 نوفمبر 1906، ويسكونسن في الولايات المتحدة - 22 ديسمبر 1974، موريستاون في الولايات المتحدة)؛ كاتِب مُتخصِّص في أدب الأطفال، سيناريست، صحفي وروائي أمريكي. درس في جامعة شيكاغو.

## روابط خارجية
- ستيرلينغ نورث على موقع IMDb (الإنجليزية)
- ستيرلينغ نورث على موقع ديسكوغز (الإنجليزية)
- ستيرلينغ نورث على موقع قاعدة بيانات الفيلم (الإنجليزية)